# Camptostemon philippinense
Camptostemon philippinense là một loài thực vật có hoa trong họ Cẩm quỳ. Loài này được (Vidal) Becc. mô tả khoa học đầu tiên năm 1889.